# خرم‌رود (سیاهکل)
خرم‌رود یک روستا در ایران است که در استان گیلان واقع شده‌است. خرم‌رود ۱۶۶ نفر جمعیت دارد.